# Mary Harris Jones

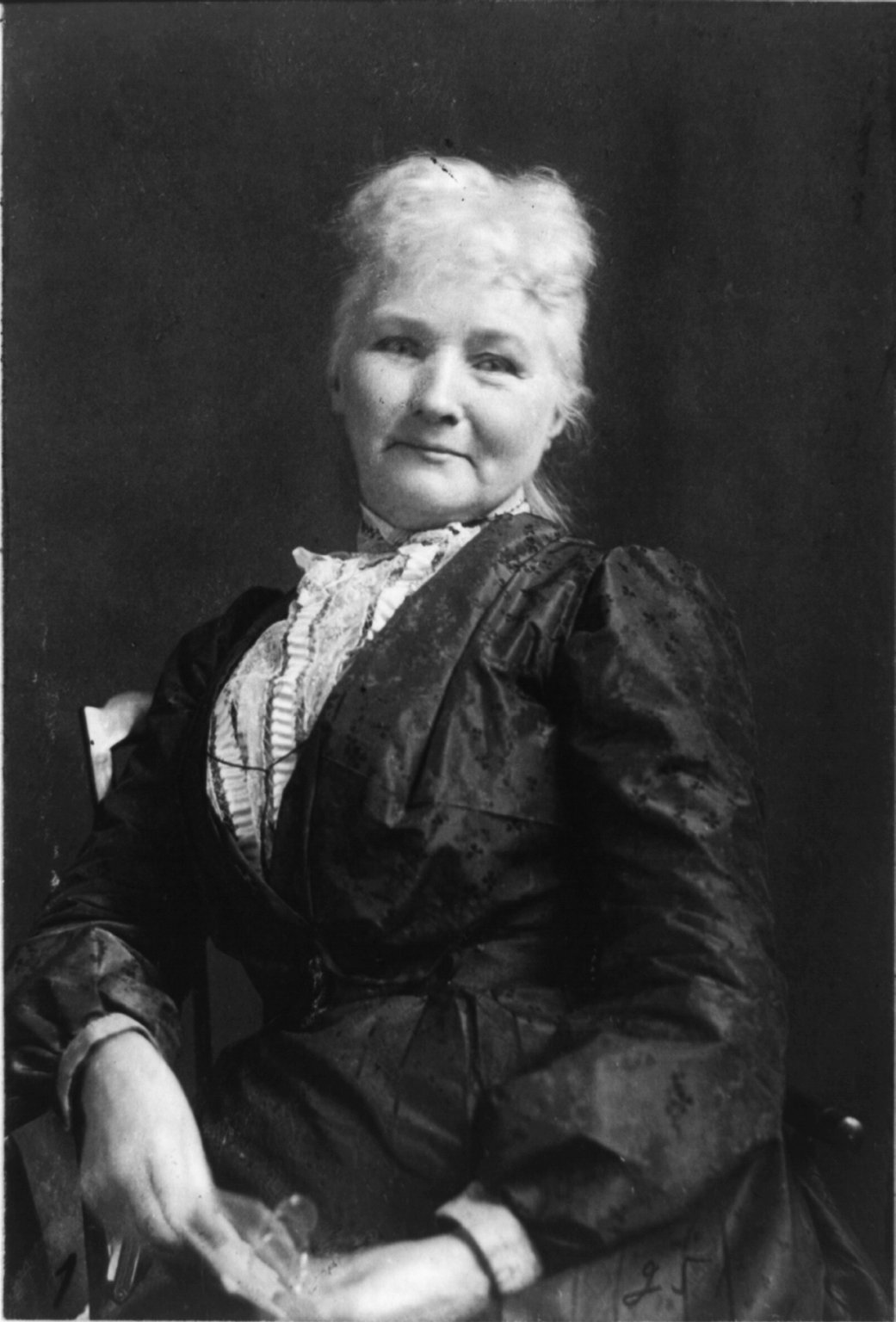
Mary Harris Jones, 1902

Mary Harris „Mother“ Jones (* vermutlich um den 1. August 1837, nach eigenen Angaben am 1. Mai 1830 in Cork, Irland; † 30. November 1930 in Silver Spring, Maryland) war eine US-amerikanische Führerin der Arbeiter- und Gewerkschaftsbewegung. 

## Leben
Die Familie Harris wanderte während der 1840er Jahre nach Amerika aus. Mary absolvierte die High School, arbeitete als Lehrerin in einem Nonnenkloster, als Näherin in Chicago, dann wieder als Lehrerin in Memphis, Tennessee. Dort heiratete sie 1861 George E. Jones, Stahlarbeiter und Gewerkschaftsmitglied. Sechs Jahre später verlor sie ihren Mann und ihre vier kleinen Kinder in einer Gelbfieber-Epidemie. Sie kehrte nach Chicago zurück, um einen Nähladen aufzumachen. Im großen Brand von Chicago 1871 verlor Jones alles, was sie besaß. Sie wandte sich an die Knights of Labor, einen amerikanischen Arbeiterverein, der auch weibliche und schwarze Arbeiter aufnahm und unterstützte, und widmete sich fortan dem Kampf um menschenwürdige Löhne und Arbeitsbedingungen.
Mary Harris Jones, genannt „Mother Jones“, war 1905 Mitbegründerin der Industrial Workers of the World und war später auch bei den United Mine Workers und der Socialist Party of America. Die linke amerikanische Zeitschrift Mother Jones ist nach ihr benannt. Der Songwriter Tom Russell setzte ihr mit dem Lied The Most Dangerous Woman In America (Die gefährlichste Frau in Amerika) ein Denkmal, ebenso der irische Sänger Andy Irvine mit dem Lied The Spirit of Mother Jones.

## Werke
- The Autobiography of Mother Jones. Charles Kerr, 1925 (weitere Online-Version im Marxists Internet Archive).
  - Die Autobiografie der Mother Jones. Herausgegeben von Marianne Ihm. Prometh-Verlag, Köln 1979. ISBN 3-922009-18-2.